# Fissotextularia
Fissotextularia es un género de foraminífero bentónico considerado un sinónimo posterior de Spirotextularia de la subfamilia Spirotextulariinae, de la familia Spiroplectamminidae, de la superfamilia Spiroplectamminoidea, del suborden Spiroplectamminina y del orden Lituolida. Su especie tipo era Textularia floridana. Su rango cronoestratigráfico abarcaba el Holoceno.

## Discusión
Clasificaciones previas incluían Fissotextularia en el suborden Textulariina del Orden Textulariida, o en el orden Lituolida sin diferenciar el suborden Spiroplectamminina.

## Clasificación
Fissotextularia incluía a la siguiente especie:
- Fissotextularia floridana